# Kirsty Williams
Pour les articles homonymes, voir Williams.
Victoria Kirstyn Williams, dite Kirsty Williams, née le 19 mars 1971 à Taunton, est une femme politique britannique œuvrant au pays de Galles.
Élue membre de l’Assemblée galloise pour la circonscription de Brecon and Radnorshire à partir de 1999, elle occupe différents porte-parolats au sein groupe démocrate libéral de Crickhowell House et du Senedd avant de devenir chef du parti parlementaire en 2011. À la suite de la défaite de sa formation politique aux élections de 2016, elle démissionne de la direction du parti, et, le Parti travailliste gallois ne disposant pas de la majorité absolue à la chambre, elle noue un accord personnel avec le premier ministre sortant Carwyn Jones qui lui permet de détenir une majorité fonctionnelle. Approuvé par les instances des démocrates libéraux, cet accord, qui lui confie la fonction de secrétaire de cabinet à l’Éducation, est renouvelé par Mark Drakeford en 2018 lorsqu’il prend la tête du gouvernement, avec un rang de ministre cette fois-ci. Elle quitte la scène politique galloise en 2021.

## Biographie

### Jeunesse et études
Victoria Kirstyn Williams naît le 19 mars 1971 à Taunton, dans le Somerset de parents gallois, d'un père libraire et d'une mère femme au foyer. Elle a 3 ans lorsque la famille s'installe dans le village de Bynea, dans le Carmarthenshire, et c'est ainsi au pays de Galles qu'elle effectue sa scolarité. Elle devient membre des Libéraux-démocrates à l'âge de 15 ans, et obtient un diplôme de licence en Études américaines à l'université de Manchester. Elle est employée comme responsable de marketing pour une petite entreprise à Cardiff,.

### Entrée en politique
Elle se présente sans succès dans la circonscription d'Ogmore aux élections législatives britanniques de 1997. Faite membre du groupe de travail sur la mise en place de la dévolution au pays de Galles, elle remporte la circonscription de Brecon-et-Radnorshire avec 44,6 % des voix pour les Libéraux-Démocrates aux élections fondatrices en 1999 pour l'Assemblée nationale du pays de Galles. Élue à l'âge de seulement 28 ans, elle est décrite comme apportant une « touche de glamour » à la vie politique galloise, mais également comme ayant un franc-parler peu apprécié par ses adversaires,,.
Elle épouse en 2000 un fermier gallois dont elle aura trois filles, et vit sur leur ferme près de Brecon, dans l'ouest du pays de Galles, mais conserve son nom de jeune fille. Elle conserve son siège à l'Assemblée nationale galloise aux élections de 2003, 2007, 2011 et 2016. De 2008 à 2016 elle est la cheffe des Libéraux-démocrates gallois. En 2012, elle est faite commandeur de l'ordre de l'Empire britannique. À la suite des élections de 2016, auxquelles elle conserve son siège avec 52 % des voix dans sa circonscription, elle est la seule membre de son parti à l'Assemblée. Le Parti travailliste conclut alors avec elle un accord, l'intégrant à un gouvernement de coalition de leurs deux partis. Elle devient ministre de l'Éducation dans le gouvernement du Premier ministre Carwyn Jones, dont elle est ainsi la seule ministre à ne pas être membre du Parti travailliste,,,.

### Ministre
En tant que ministre de l'Éducation de 2016 à 2021, elle s'accorde avec le gouvernement sur l'accroissement des dépenses en faveur des élèves dans les régions défavorisées, l'accroissement de la construction de nouvelles écoles, et le maintien d'écoles rurales précédemment menacées de fermeture. Elle introduit un nouveau programme scolaire, devant entrer en application en 2022 et remplaçant le programme scolaire datant de 1988. Le nouveau programme met davantage l'accent sur l'apprentissage de la santé physique, mentale et émotionnelle, ainsi qu'aux notions de « citoyenneté mondiale et de participation à l'action sociale ». Il renforce l'enseignement des études commerciales, à vocation professionnelle, et rend les études religieuses obligatoires de l'âge de 3 à 16 ans. Outre l'alphabétisation, les mathématiques, et l'enseignement de la « religion, des valeurs et de l'éthique », les matières obligatoires dans le nouveau programme sont l'anglais, le gallois, la « compétence numérique », et l'enseignement des relations et de la sexualité. Kirsty Williams affirme par ailleurs que ce programme fera du pays de Galles « un pionnier mondial en terme d'éducation inclusive des personnes LGBT ». Dans le même temps, elle doit faire face aux conséquences sur l'éducation de la pandémie de Covid-19. Les examens de fin d'année ne pouvant se tenir en 2020 pour le GCSE et les A-levels, un programme informatique calcule des résultats « standardisés » pour les élèves, provoquant de vives critiques et amenant la ministre à présenter ses excuses et à revoir les systèmes d'évaluation à la mi-août,,,. 
En octobre 2020, elle annonce qu'elle ne se représentera pas aux élections galloises de mai 2021, et qu'elle quittera donc également son poste de ministre.

## Détail des mandats et fonctions

### Mandat électif
- Membre de l’Assemblée puis du Senedd, élue dans la circonscription de Brecon and Radnorshire (du 7 mai 1999 au 29 avril 2021), siégeant dans le groupe démocrate libéral (1999-2016) puis en non-inscrite (2016-2021).

### Fonctions exécutives
- Secrétaire de cabinet à l’Éducation dans le troisième gouvernement de Carwyn Jones (du 19 mai 2016 au 12 décembre 2018).
- Ministre de l’Éducation dans le premier gouvernement de Mark Drakeford (du 13 décembre 2018 au 12 mai 2021).

### Fonctions législatives
- Présidente du comité permanent de la Santé et des Services sociaux (du 23 juin 1999 au 30 avril 2003).
- Présidente du comité législatif des Normes de conduite (du 3 juillet 2003 au 30 mars 2007).

### Fonctions politiques

#### Au sein du parti
- Chef des Démocrates libéraux gallois (du 8 décembre 2008 au 6 mai 2016).
- Chef intérimaire des Démocrates libéraux gallois (du 16 juin au 3 novembre 2017).

#### Au Senedd
- Chef du groupe démocrate libéral à l’Assemblée galloise (du 8 décembre 2008 au  5 avril 2016).